# Футболна федерация на Армения
Футболната федерация на Армения (на арменски: Հայերեն ֆուտբոլային միություն) е асоциация на футболните клубове в Армения. Основана е през 1992 г. в Ереван. Настоящ президент е Артур Ванецян. Федерацията е обществена организация, която ръководи развитието на футбола в страната и носи непосредствена отговорност за дейността на футболните клубове. Член е на ФИФА и УЕФА от 1992 г.